# Kleinmann Family Foundation
Die Kleinmann Family Foundation (KFF) ist eine NGO, welche im Jahre 1995 von der kanadischen Regierung beauftragt wurde, die Öffentlichkeit über die Gefahren von Vorurteilen aufzuklären.

## Geschichte
In den späten 1980er Jahren hat sich Peter Kleinmann von seiner Arbeit in Montreal in Québec zur Ruhe gesetzt und begann seine Erfahrungen aufzuarbeiten, die er während des Holocaust gemacht hatte. Sein Ziel war es, junge Menschen vor Rassismus, religiöser Intoleranz und Diskriminierung zu warnen.
Bis zu seinem Tod im Februar 2000 widmete er seine Energie der Erziehung der Jugend für eine bessere Welt. Dazu wurden zahlreiche jährliche  Vorträge in Schulen organisiert. Die Organisation, die jetzt seinen Namen trägt, blieb unter der großzügigen Unterstützung seiner Witwe, Esther Kleinmann. Geleitet wird die Foundation von Naomi Kramer.
Seit 2002 kann ein österreichischer Gedenkdienst bei der Kleinmann Family Foundation abgeleistet werden.